# Eparchia birska
Eparchia birska – jedna z eparchii Rosyjskiego Kościoła Prawosławnego, z siedzibą w Birsku. Wchodzi w skład metropolii baszkortostańskiej.
Utworzona 29 lipca 2017 r. postanowieniem Świętego Synodu poprzez wydzielenie z terytoriów trzech eparchii: nieftiekamskiej, saławackiej i ufijskiej. Obejmuje część Baszkortostanu – rejony: abzieliłowski, archangielski, bajmakski, biełoriecki, birski, burziański, chajbulliński, igliński, karaidielski, miszkiński, nurimanowski, uczaliński i ziłairski.

## Biskupi birscy
Ordynariuszowi eparchii przysługuje tytuł biskupa birskiego i biełorieckiego. 
- Eliasz (Kazancew), 2017–2018[2]
- Spirydon (Morozow), od 2018[3]

## Dekanaty
W skład eparchii wchodzi 5 dekanatów:
- archangielski
- biełoriecki
- birski
- igliński
- sibajski

## Monaster
Na terenie eparchii działa żeński monaster Trójcy Świętej w Birsku.